# Pedró de la Mare de Déu dels Dolors
El Pedró de la Mare de Déu dels Dolors és una obra eclèctica d'Alpens (Lluçanès) inclosa a l'Inventari del Patrimoni Arquitectònic de Catalunya.

## Descripció
Construcció de planta quadrada que forma un cos rectangular allargat cobert amb pedra motllurada i coronat amb una creu de ferro. El cos de la construcció està dividit en tres parts. La inferior està arrebossada, deixant només lliure un espai en forma de T invertida on es conserva l'antiga inscripció en pedra. La part central és la de la fornícula de la Mare de Déu dels Dolors, amb un arc de mig punt rodejat de maó i protegit amb una reixa. Totes les cantonades d'aquesta part central estan també protegides de maó. La part superior és la coberta. El padró està construït sobre un empedrat elevat.